# Чемпионат мира по шорт-треку среди юниоров 2005
Чемпионат мира по шорт-треку среди юниоров 2005 года проходил 9 января в Белграде (Сербия).
Чемпионаты включают в себя четыре дистанции — 500, 1000, 1500 и 1500 метров — суперфинал На дистанциях сначала проводятся предварительные забеги, затем лучшие шорт-трекисты участвуют в финальных забегах. Чемпионом мира становится спортсмен набравший наибольшую сумму очков по итогам четырёх дистанций. В случае равенства набранных очков преимущество отдаётся спортсмену занявшему более высокое место в суперфинале на дистанции 1500 м. Также проводятся с 2001 года эстафеты у девушек м у юношей на 2000 м. С 2019 года абсолютный чемпион не разыгрывается.

## Общий медальный зачёт
| Место | Страна           | Золото | Серебро | Бронза | Всего |
| ----- | ---------------- | ------ | ------- | ------ | ----- |
| 1     | Республика Корея | 8      | 5       | 5      | 18    |
| 2     | Китай            | 1      | 3       | 0      | 4     |
| 3     | Канада           | 1      | 2       | 4      | 7     |
| 4     | Япония           | 0      | 0       | 1      | 1     |

## Медалисты

### Юноши
| Дисциплина        | Золото                                      | Серебро                          | Бронза                                |
| ----------------- | ------------------------------------------- | -------------------------------- | ------------------------------------- |
| 500 м             | Цуй Лян Китай                               | Чжан Цюйньюй Китай               | Ли Хо Сук Республика Корея            |
| 1000 м            | Ким Хён Гон Республика Корея                | Квак Юн Ги Республика Корея      | Ли Хо Сук Республика Корея            |
| 1500 м            | Ли Хо Сук Республика Корея                  | Матье Жиру Канада                | Квак Юн Ги Республика Корея           |
| 1500 м суперфинал | Ким Хён Гон Республика Корея                | Ли Хо Сук Республика Корея       | Квак Юн Ги Республика Корея           |
| Многоборье        | Ли Хо Сук Республика Корея                  | Ким Хён Гон Республика Корея     | Квак Юн Ги Республика Корея           |
| Эстафета-2000 м   | Ким Хён Гон Ли Хо Сук Квак Юн Ги Ли Сын Хун | Цуй Лян Чжан Цюйньюй Хань Цзялян | Франсуа Амлен Матье Жиру Гийом Бастий |

### Девушки
| Дисциплина        | Золото                                                  | Серебро                     | Бронза                                     |
| ----------------- | ------------------------------------------------------- | --------------------------- | ------------------------------------------ |
| 500 м             | Калина Роберж Канада                                    | Пак Сун Юн Республика Корея | Джессика Грегг Канада                      |
| 1000 м            | Чон Джи Су Республика Корея                             | Калина Роберж Канада        | Мика Озава Япония                          |
| 1500 м            | Пак Сун Юн Республика Корея                             | Чон Джи Су Республика Корея | Чон Ын Джу Республика Корея                |
| 1500 м суперфинап | Пак Сун Юн Республика Корея                             | Чон Джи Су Республика Корея | Чон Ын Джу Республика Корея                |
| Многоборье        | Пак Сун Юн Республика Корея                             | Чон Джи Су Республика Корея | Калина Роберж Канада                       |
| Эстафета-2000 м   | Республика Корея · Пак Сун Юн · Чон Джи Су · Чон Ын Джу | Сунь Линьлинь Яо Яо Сюэ Фен | Калина Роберж Джессика Грегг Ивани Блонден |